# طبيب ريفي
طبيب ريفي (بالألمانية: Ein Landarzt) وأيضا يوميات طبيب ريفي، قصة قصيرة ألمانية من تأليف الكاتب التشيكي فرانز كافكا (1883–1924)، كتبها في عام 1919، ونشرت في نفس العام في مجموعة قصص قصيرة تحمل اسم هذه القطعة.

## وصلات خارجية
- «طبيب ريفي» بالعربية، ترجمة عامر الجهني، منشورة في جريدة الجزيرة العدد 9982 في 27 يناير 2000.
- طبيب ريفي (Ein Landarzt)، على ويكي مصدر الألمانية.

| - طبيب ريفي، على كتب جوجل. - طبيب ريفي، على موقع أمازون. - طبيب ريفي، على الفهرس العالمي. | - طبيب ريفي، على جود ريدز. - طبيب ريفي، على AbeBooks. - طبيب ريفي، على مكتبة جامعة هارفارد. |  |